# Balec-moskee
De Balec-moskee is een moskee vernoemd naar de wijk Balec in Gjilan, in het oosten van Kosovo, waar het in 1905 werd gebouwd, destijds aan de rand van de stad.
Het werd gebouwd door Hysen Pasha Milla als zijn schenking of waqf. De minaret dateert uit een renovatie van 1973-1974. Er was geen wassingfontein of sjadirvan, maar er is een waterpomp in de buurt.
De moskee werd in 2016 gesloopt voor wederopbouw en wordt nog steeds verbouwd.